# Armin Sengenberger
Armin Sengenberger (* 1. Juni 1975 in Nürnberg) ist ein deutscher Schauspieler.

## Leben
Sengenberger absolvierte seine Schauspielausbildung von 1997 bis 2000 am Liverpool Institute for Performing Arts (LIPA). Er spielte seither in zahlreichen Filmen und Theaterstücken mit.
Sengenberger begann seine Bühnenkarriere 1999 bei der Aspara Company, einem freien Theater-Kollektiv, das er gemeinsam mit der französisch-schweizerischen Tänzerin Sophie Paratte und dem österreichischen Aktionskünstler Martin E. Greil gegründet hatte.
2008 spielte er den „Big Bopper“ in dem Musical Buddy Holly im Theater im Hafen Hamburg. Ab 2009 gehörte er zum Stammensemble des Berliner Kindertheaters. Er spielte dort zunächst verschiedene Rollen in der in der Zitadelle Spandau zur Aufführung gebrachten Dschungelbuch-Produktion. Es folgten anschließend weitere Rollen wie der Nachbar Gustavsson in dem Theaterstück Petterson kriegt Weihnachtsbesuch (2009) und die Rollen Polizist Klang/Blom/Matrose in einer Bühnenfassung von Pippi Langstrumpf (2010). Bis 2013 war er beim Berliner Kindertheater immer wieder in verschiedenen Produktionen zu sehen.
2010 spielte er bei der Konzertdirektion Landgraf in der Theaterfassung von Das Wunder von Bern, bei der Dirk Schröter Regie führte, als „agil-viriler 54er-Jüngling“ die in Jung und Alt geteilte Rolle von Helmut Rahn. Armin Sengenberger verlieh dem „aufbrausenden, leichsinnig jungen Rahn von 25 Jahren achtbar Gestalt“. Er verkörperte den ungestümen Draufgänger Rahn mit „viel Elan“ und „glänzte [im Mittelpunkt der Aufführung] als junger Fußballheld“.
Seit der Theatersaison 2010/11 spielte Sengenberger in verschiedenen weiteren Bühnenproduktionen, unter anderem als Partner von Saskia Valencia und Claudia Rieschel in Lutz Hübners Stück Blütenträume bei einer deutschlandweiten Tournee der Konzertdirektion Landgraf und bei der Wiederaufnahme der Produktion am Fritz-Rémond-Theater in Frankfurt am Main.
In der Spielzeit 2011/12 gastierte er als Craig in der Komödie Ladies Night – Ganz oder gar nicht der neuseeländischen Autoren Stephen Sinclair und Anthony McCarten am Stadttheater Minden.
2016/17 gastierte er bei den Altmühltal-Festspielen in Muhr a. See, bei denen er auch als Sänger unter anderem in dem Stück Hildegard Knef – Für mich soll’s rote Rose regnen und als Mechaniker Fritz Steppke in der Operette Frau Luna agierte.
Weitere Theaterengagements hatte er am Neuen Theater Hannover und an der Komödie am Altstadtmarkt Braunschweig mit Partnerinnen wie Nicole Belstler-Böttcher und Franziska Traub.
Seit 2018 ist er im festen Ensemble des Prime Time Theaters in Berlin.
Neben seiner Theaterarbeit stand Sengenberger auch für Film- und Fernsehrollen vor der Kamera. 2010 war er in dem Kurzfilm Handbag – Le Sac unter der Regie von Christoph Heckenbücker zu sehen. Von 2014 bis 2017 übernahm Sengenberger auch einige Hauptrollen in Reality-TV-Formaten wie Schicksale – und plötzlich ist alles anders und In Gefahr – Ein verhängnisvoller Moment. 2016 spielte er für das ZDF eine Nebenrolle in der Krimireihe Ein starkes Team. 2019 wirkte er in der US-Science-Fiction-Serie Counterpart neben Olivia Williams und J. K. Simmons mit. 2021 entstand während der Corona-Pandemie in Deutschland der Kurzfilm Bis die Bombe platzt, der auf verschiedenen europäischen Festivals gezeigt wurde.
Im September 2011 heiratete Sengenberger die Schweizer Schauspielerin Esther Leiggener, die er während der Produktion von Das Wunder von Bern kennengelernt hatte. Zusammen leben sie mit drei gemeinsamen Kindern in Berlin.

## Theater (Auswahl)
- 2008: Buddy – The Buddy Holly Story, Rolle: Big Bopper, Konzertdirektion Landgraf, Regie: Georg Mittendrein
- 2009: Das Dschungelbuch, Rollen: Shir Kahn/King Louie/Colonel Hathi, Berliner Kindertheater
- 2009: Pettersson und Findus, Rolle: Nachbar Gustavsson, Berliner Kindertheater
- 2010: Pippi Langstrumpf, Rollen: Polizist Klang/Blom/Matrose, Berliner Kindertheater
- 2010: Das Wunder von Bern, Rolle: Helmut Rahn, Konzertdirektion Landgraf, Tournee, Regie: Dirk Schröter
- 2011–2012: Ladies Night – Ganz oder gar nicht, Rolle: Craig, Stadttheater Minden, Regie: Andrea Krauledat
- 2010/2011; 2014/2015: Blütenträume, Rolle: Jan, Konzertdirektion Landgraf, Tournee, Wiederaufnahme im Fritz Rémond Theater, Frankfurt a. M., Regie: Kay Neumann
- 2015: Frühschicht bei Tiffany’s, Neues Theater Hannover
- 2016: Hildegard Knef – Für mich soll’s rote Rosen regnen, Musical, Altmühlsee-Festspiele
- 2017: Frau Luna, Operette, Altmühlsee-Festspiele
- 2018: Hamlet – Problemprinz aus dem Wedding, Prime Time Theater, Berlin
- 2018–2024: Gutes Wedding, Schlechtes Wedding, Prime Time Theater, Berlin
- 2019: Eine ganz heiße Nummer, Komödie am Altstadtmarkt, Braunschweig
- 2022: Pension Schöller – Schöller macht rüber, Musical, Prime Time Theater, Berlin

## Filmografie (Auswahl)

### Fernsehen
- 2003: Jeder kriegt, was er verdient, Rolle: Dr. Fischer – Arzt, Regie: Gerald Arp
- 2005: happy end. Jede Geschichte braucht ein Ende, Rolle: Robert Kaschulzke, Regie: Daniel Stieglitz
- 2016: Ein starkes Team: Nathalie, Rolle: Polizist, Regie: Roland Suso Richter
- 2018: Die andere Seite, Folge: Die Brut, Rolle: Jens, Regie: Florian Anders
- 2019: Counterpart, Folge: You to You, Rolle: Lobby Guard One, Regie: Charlotte Brandström

### Kurzfilme
- 2006: Amour Fou, Rolle: Christian – der Schriftsteller, Regie: Jana Jungk
- 2010: Handbag – Le Sac, Rolle: Gentleman, Regie: Christoph Heckenbücker
- 2018: Der Rest Deines Lebens, Rolle: David, Regie: Luca Zenner
- 2020/21: Bis die Bombe platzt, Rolle: Stefan Außmann, Regie: Raphael Hohwein